# グレゴリオ・グラッシ
グレゴリー・メアリー・グラッシ（1833年12月13日-1900年7月9日、イタリア語：Gregorio Maria Grassi、英語：Gregory Mary Grassi）はイタリア出身のフランシスコ会托鉢修道士および司教で、カトリックの殉教者および聖人でもある。
2000年10月1日、ローマ教皇ヨハネ・パウロ2世により中国百二十聖人の1人として列聖された。

## 若年期と布教活動
1833年12月13日、ピア・ルイージ・グラッシとしてイタリアのピエモンテ州カステッラッツォ・ボルミダに生まれる。
15歳となった1848年11月2日、グレゴリーの名前でロマーニャ地方モンティアーノの修道院でフランシスコ会の修道服を受け取った。1年後の1849年12月14日に宣誓が厳粛に執り行われた。その後、神学校の講義を受けるべくボローニャに派遣され、1856年8月17日にミランドラで司祭に叙階された。
その後、中国での布教活動の準備のために更なる訓練を受けるべくローマに派遣された。
1860年、中国の太原に派遣され、布教活動推進者や孤児院院長、神学校の聖歌隊指揮者などを務めた。
1876年1月25日、潞安司教区に向けての代牧区協働司教に選出された。1891年7月17日、山西北境教区（現在の太原大司教区）の権限を掌握した。同年9月6日、山西省における4つ全ての司教代理区に住む中国人のためにフランシスコ会での生活を提供するための修練院と過重労働の聖職者のための療養施設を設立した。
またペストや飢饉によってもたらされた地元の全住民の苦悩に対応した。そしてこれらの災難によって取り残された孤児達に対処すべく太原市内の孤児院を拡張したり、複数の孤児院を設置することになった。

## 殉教

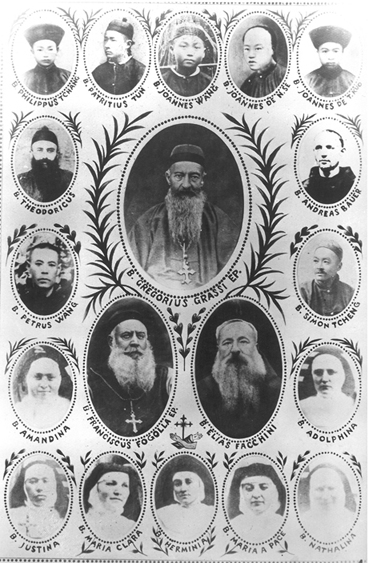
山西省におけるフランシスコ会殉教者達

1900年6月に北京で短期間ながらも残虐な義和団の乱が勃発し、西太后が対外宣戦布告詔書を発布した際に、グラッシは避難するように説得された。それに対し、彼はこう答えたという。
12歳の頃からずっと私は殉教のために神に願い、問うてもきた。この待ち望んだ時間が訪れようとしている今、私は逃げる必要があるのか。

1900年7月の初めに、山西省の巡撫である毓賢が山西省にいる欧州の聖職者達を逮捕するように命じた。同年7月4日、托鉢修道士の1人であるチェジディオ・ジャコマントニオを殺害および宗教施設への放火を目的とした1人の暴徒が衡陽（湖南省の北部）にあるフランシスコ会の宗教施設を襲撃した。数日後の7月7日、長沙大司教区に仕えていた托鉢修道士のアントニオ・ファントゥサティ、およびその仲間である托鉢修道士のジュゼッペ・マリア・ガンバリオが衡陽市での布教活動から戻ってくる途中で襲撃され、両名とも殺された。
1900年6月27日、グラッシは手紙の中で山西省にいるキリスト教徒の立場をこう説明したという。
欧州の施設は……義和団や兵士達と結託した暴徒達に脅かされている。ひとつの災難がいつ何時でも存在していたかもしれない。太原市の門は開かれているが、今では義和団の連中に見張られており、彼らはキリスト教徒の旅を妨げている。今、周辺部において我々は本当の革命における断末魔の中にいる。何もなく、誰も決して安全とはいえない状況にある。

1900年7月5日の夜、同志のフランシスコ・フォゴーラ司教、3人の托鉢修道士、7人のマリアの宣教者フランシスコ修道会会員、11人のフランシスコ会第三会の中国人会員（そのうち6人が神学校の生徒、3人が太原市の被雇用者）が義和団勢力に拘束された。
1900年7月9日、グラッシは他の同志たちとともに毓賢が受け持つ公開裁判を受けるべく、両手を後ろ手に縛られた状態で拘置所から護送された。偽りの裁判が終了した後、全員に死刑判決が言い渡された。グラッシはある傍観者の前で丸裸にされ、毓賢自身の剣で切り裂かれた。彼の心臓は身体から取り除かれ、中国人の仏教徒に届けられた。その理由としては中国人の仏教徒は疑わしいとされる神秘的な力を学ぶべきだと判断したからだとされる。太原市の入口にある小さな檻の中に入れて見せしめとするために、慣例に従い、グラッシの頭部は死骸に戻された。グラッシの身体の残り部分は当日に殺された他の同志たちの死骸とともに太原市の壁に放り投げられ、野犬たちに食べさせるために放置された。これらの殺人は太原虐殺事件として知られている。
義和団の乱の最中の中国全土で、5人の司教、50人の司祭、2人の修道士、15人の修道女、そして4万人もの中国人キリスト教信徒が殺害された。
1906年に中国のフランシスコ会に奉仕した14万6575人のカトリック信者が、1924年には30万3760人まで増えて、282人のフランシスコ会士と174名の地元司祭に奉仕された。